# Kerstin Mörk
Kerstin Mörk (* 1984 in Heilbronn) ist eine deutsche Pianistin und Musikpädagogin. Sie tritt als Künstlerin solistisch, kammermusikalisch und als Liedbegleiterin auf.

## Leben und Werk
Kerstin Mörk wurde 1984 in eine Musikerfamilie hineingeboren. Nicht alle ihrer vier Geschwister wirken als Musiker. Sie begann im Alter von fünf Jahren, angeleitet von ihrer Mutter, das Klavierspiel zu erlernen. Ihre weitere Ausbildung erfolgte bei Renate Werner, Shoshana Rudiakov, Florian Wiek und Cornelis Witthoefft (Liedgestaltung) an der Musikhochschule Stuttgart. Sie ergänzte ihre Studien bei Roger Muraro am Pariser Konservatorium und bei Louise Bessette am Conservatoire de Montréal. Ab Herbst 2012 absolvierte sie Aufbaustudien bei Bernd Glemser an der Musikhochschule Würzburg und bei Wolfram Rieger an der Hochschule für Musik Hanns Eisler Berlin. In Meisterkursen arbeitete sie mit Klaus Hellwig, Konrad Elser, Elisso Wirsaladse und Volker Banfield zusammen. Kammermusikalisch arbeitete sie in ihrer Ausbildung mit Tabea Zimmermann, Kirill Gerstein und dem Fauré Quartett zusammen. Kerstin Mörk errang  drei 1. Bundespreise bei Jugend Musiziert, den 2. Preis beim Bechstein-Hochschulwettbewerb für Klavier und den 2. Preis beim Klavierwettbewerb des Lions Club Stuttgart sowie den Sonderpreis für Klavierbegleiter beim Internationalen Wettbewerb für Liedkunst Stuttgart (2012). Kerstin Mörk wurde in ihrer Ausbildung vom Verein Yehudi Menuhin – Live Music Now, von der Gesellschaft der Freunde der Musikhochschule Stuttgart sowie von der Landesstiftung Baden-Württemberg gefördert.
Kerstin Mörk unternahm Konzertreisen unter anderem nach Kanada, Frankreich, Holland, Litauen und Bulgarien. Sie war unter anderem bei den Ludwigsburger Schlossfestspielen, den Weingartener Musiktagen und beim Ljubljana Festival zu Gast. Künstlerengagements führten sie in die Liederhalle Stuttgart, die Dresdner Semperoper, die Beethovenhalle Bonn, das Berliner Konzerthaus, die Philharmonie Essen und das Haus Wahnfried in Bayreuth. Sie kooperiert regelmäßig mit der Internationalen Bachakademie Stuttgart, dem Radiosinfonieorchester des SWR Stuttgart und der Württembergischen Philharmonie Reutlingen. Als Solistin wirkte sie mit dem Akademischen Kammerorchester Karlsruhe, der bulgarischen Sinfonietta Vidin, dem HSSO Valerius Den Haag und dem Göppinger Kammerorchester zusammen.
Kerstin Mörk arbeitet künstlerisch eng mit der Sopranistin Mirella Hagen zusammen, mit der sie 2016 ihre Debüt-CD mit Liedern von Richard Strauss, Ludwig Thuille und Hugo Wolf beim Label Genuin veröffentlichte. Darüber hinaus konzertiert sie mit der Bratschistin Madeleine Przybyl unter anderem auch zeitgenössische Musik. „Im Duo Mo:rk spielt sie zusammen mit ihrer jüngeren Schwester Anja Mörk Klavier zu vier Händen sowie an zwei Klavieren.“ Für den SWR2-Podcast #zusammenspielen nahm Kerstin Mörk im September 2020 die drei Humoresken op. 41 von Emilie Mayer als Weltersteinspielung auf.
Von 2014 bis 2017 wirkte Kerstin Mörk als Lehrbeauftragte für Korrepetition in der Gesangsklasse von Ulrike Sonntag und vertretungsweise in der Klavier- und Kammermusikklasse von Florian Wiek, beides an der Musikhochschule Stuttgart. Von 2017 bis 2020 wirkte sie als Senior Lecturer für Korrepetition an der Universität für Musik und darstellende Kunst Graz. Seit Oktober 2020 wirkt sie als Dozentin für Klavier an der Hochschule für Kirchenmusik der Diözese Rottenburg-Stuttgart in Rottenburg.